# Фрідріх Вертер
Фрідріх Вертер (нім. Friedrich Werther; 29 грудня 1890, Бенндорф — 3 лютого 1946, Рига) — німецький офіцер, генерал-майор вермахту.

## Біографія
Син власника лицарської мизи Германа Вертера і його дружини Ліни, уродженої Гешель. 23 лютого 1913 року вступив в фузілений полк «фон Штайнмец» (Західнопрусський) №27. Учасник Першої світової війни. З 8 серпня 1914 року — офіцер 9-ї роти свого полку. З 5 серпня 1915 року — командир роти 2-го запасного батальйону 37-го піхотного полку ландверу, з 15 лютого 1916 року — 7-ї роти 345-го піхотного полку. 25 липня 1917 року відряджений на курси офіцерів кулеметних частин. З 29 листопада 1918 року — ад'ютант районноко командування Лігніца. В 1920 році призначений офіцером 2-ї роти 11-го піхотного полку. 26 травня 1920 року звільнений у відставку. 10 грудня 1920 року вступив в поліцію порядку. 15 жовтня 1935 року перейшов у вермахт і призначений в штаб 48-го піхотного полку в Нойштреліці. З 1 квітня 1936 року — командир 6-ї роти свого полку.
З 1 травня 1937 року — командир 3-го батальйону 5-го піхотного полку в Штеттіні, з 1 березня 1940 року — 2-го піхотного запасного, з 31 жовтня 1940 року — 85-го запасного стрілецького полку. 1 жовтня 1942 року відправлений в резерв ОКГ. 1 травня 1943 року відряджений до командувача військами безпеки в тилу групи армій «Північ». З 1 серпня 1943 року — комендант 189-ї, з 21 вересня 1943 року — 186-ї польової комендантури. З 1 жовтня 1945 року — командувач береговою обороною Риги. 8 травня 1945 року взятий в полон радянськими військами. 3 лютого 1946 року засуджений до страти військовим трибуналом Прибалтійського військового округу і того ж дня публічно повішений.

## Сім'я
6 липня 1922 року одружився з Норою Тойбер. В 1923 році в пари народився син.

## Звання
- Фанен-юнкер (23 лютого 1913)
- Фенріх (20 листопада 1913)
- Лейтенант (19 червня 1914)
- Оберлейтенант запасу (26 травня 1921)
- Оберлейтенант поліції (13 липня 1921)
- Гауптман поліції (1 липня 1923)
- Майор поліції (1 січня 1934)
- Майор (15 жовтня 1935)
- Оберстлейтенант (1 січня 1938)
- Оберст (1 грудня 1940)
- Генерал-майор (1 березня 1945)

## Нагороди
- Залізний хрест 2-го і 1-го класу
- Ганзейський хрест (Гамбург)
- Почесний хрест ветерана війни з мечами
- Медаль «За вислугу років у Вермахті» 4-го, 3-го, 2-го і 1-го класу (25 років)
- Застібка до Залізного хреста 2-го класу (18 вересня 1939)
- Хрест Воєнних заслуг
  - 2-го класу з мечами (20 квітня 1942)
  - 1-го класу з мечами (30 січня 1944)